# Jonielle Smith
Jonielle Antoni Smith (* 30. Januar 1996 in Kingston) ist eine jamaikanische Sprinterin, die sich auf den 100-Meter-Lauf spezialisiert hat.

## Sportliche Laufbahn
Erste internationale Erfahrungen sammelte Jonielle Smith bei den CARIFTA-Games 2011 in Montego Bay, bei denen sie im 200-Meter-Lauf in 24,14 s die Silbermedaille in der U17-Altersklasse gewann und mit der jamaikanischen 4-mal-100-Meter-Staffel in 45,75 s Gold gewann. Zwei Jahre später nahm sie über 100 und 200 Meter an den Jugendweltmeisterschaften in Donezk teil und schied dort jeweils im Halbfinale aus. Bei den CARIFTA-Games 2014 in Fort-de-France siegte sie in 11,17 s über 100 Meter sowie in 44,16 s auch mit der Staffel, diesmal in der U20-Altersklasse. In ihrem letzten Jahr als Juniorin belegte sie 2015 bei den Panamerikanischen-Juniorenmeisterschaften in Edmonton in 11,56 s Rang vier und gewann mit der Staffel in 44,31 s die Silbermedaille. 
2018 nahm sie erstmals an den Zentralamerika- und Karibikspielen (CAC) in Barranquilla teil und siegte dort in 11,04 s im Einzelbewerb über 100 Meter sowie in 43,41 s auch mit der jamaikanischen Stafette. Anschließend gewann sie bei den NACAC-Meisterschaften in Toronto in 11,07 s die Silbermedaille und musste sich damit der US-Amerikanerin Jenna Prandini geschlagen geben. Auch im Staffelbewerb waren die US-Amerikanerinnen stärker und Jamaika gewann in 43,33 s die Silbermedaille.  Bei den IAAF World Relays 2019 in Yokohama wurde sie mit der 4-mal-100-Meter-Staffel in 43,29 s Zweite und sicherte sich mit dem vierten Platz bei den Nationalen Meisterschaften einen Startplatz bei den Weltmeisterschaften in Doha, bei denen sie mit 11,06 s im Finale den sechsten Platz belegte. Im Staffelbewerb war die jamaikanische Mannschaft in 41,44 s überlegen und damit sicherte sich Smith ihren ersten Weltmeistertitel.
Smith absolvierte ein Studium an der Auburn University in Alabama.

## Persönliche Bestzeiten
- 100 Meter: 11,04 s (+0,6 m/s), 21. Juni 2019 in Kingston
  - 60 Meter (Halle): 7,15 s, 9. März 2018 in College Station
- 200 Meter: 23,22 s (+1,9 m/s), 22. April 2017 in Auburn
  - 200 Meter (Halle): 23,48 s, 13. Februar 2016 in Fayetteville